# Cáncer (constelación)
Cáncer o Cangrejo (Cancer en latín), en astronomía, es una de las doce constelaciones del zodíaco. En astrología, Cáncer constituye uno de los doce signos zodiacales.
La constelación de Cáncer es pequeña y tenue. Se encuentra entre las constelaciones de Géminis al este, Leo al oeste, Lince al norte y las constelaciones de Canis Minor e Hidra al sur. Da su nombre al trópico de Cáncer.

## Características destacables

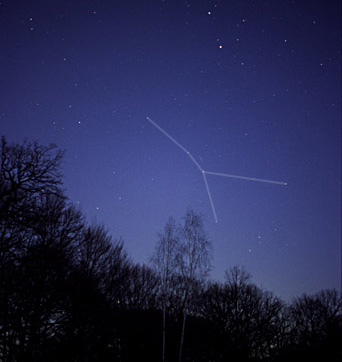
Constelación de Cáncer

Cáncer no tiene estrellas brillantes, si bien en una noche clara la constelación contiene cerca de 50 estrellas visibles a simple vista. β Cancri, que recibe el nombre de Tarf, es su estrella más brillante, una gigante naranja de tipo K4III con un radio 50 veces más grande que el del Sol y 870 veces más luminosa que este.
Alrededor de Tarf se ha detectado un planeta cuya masa mínima es aproximadamente 7,8 veces la de Júpiter y que tiene un período orbital de 605 días.
Le siguen en brillo δ Cancri, otra gigante naranja —aunque de tipo K0III y 11 veces más grande que el Sol—, e ι Cancri, también una gigante pero más luminosa y caliente (de tipo G8II). Esta última forma una binaria amplia con una estrella blanca de la secuencia principal de tipo A3V, catalogada como estrella con envoltura.
Acubens (α Cancri) es un sistema estelar cuádruple cuya componente principal es una binaria compuesta por dos estrellas Am; el sistema se completa con una segunda binaria, a una separación visual de 11,3 segundos de arco.
Otro sistema interesante es Tegmine (ζ Cancri), estrella múltiple formada también una binaria y un sistema estelar triple. La binaria está compuesta por dos enanas amarillas calientes —de tipo F7V y F9V— cuyo periodo orbital es de 59,6 años. La componente principal del otro subsistema es una enana amarilla de tipo G0V acompañada por un par de enanas rojas.
γ Cancri es una subgigante blanca de tipo A1IV con una temperatura efectiva de 9180 K. Por su parte, χ Cancri es una estrella de tipo F6V más fría —6130 K— situada a 59 años luz de la Tierra.
κ Cancri es un sistema binario cuya componente principal es una estrella de mercurio-manganeso con sobreabundancia de ciertos elementos; así, su contenido de xenón es 78 000 veces mayor que en el Sol.
55 Cancri, conocida también por su denominación de Bayer ρ1 Cancri, es una binaria cuya componente principal —una enana amarilla de tipo G8V que recibe el nombre de Copérnico— alberga un sistema planetario con cinco planetas al menos.
Uno de los planetas, llamado Janssen, tiene una masa 8,3 veces mayor que la Tierra y un diámetro doble al de nuestro planeta. La temperatura en su superficie alcanza los 1950 K y su atmósfera contiene hidrógeno y helio, así como cianuro de hidrógeno (HCN), pero no vapor de agua.
Entre las variables de la constelación está RS Cancri, estrella S de tipo M6S y variable semirregular SRC: su brillo varía entre magnitud 5,4 y 7,3.
DX Cancri es la estrella de esta constelación más próxima a la Tierra, a solo 11,8 años luz. Es una tenue enana roja y estrella fulgurante de clase espectral M6V o M6.5V. Tiene una temperatura efectiva de 2840 K, siendo una de las enanas rojas más frías de nuestro entorno inmediato.

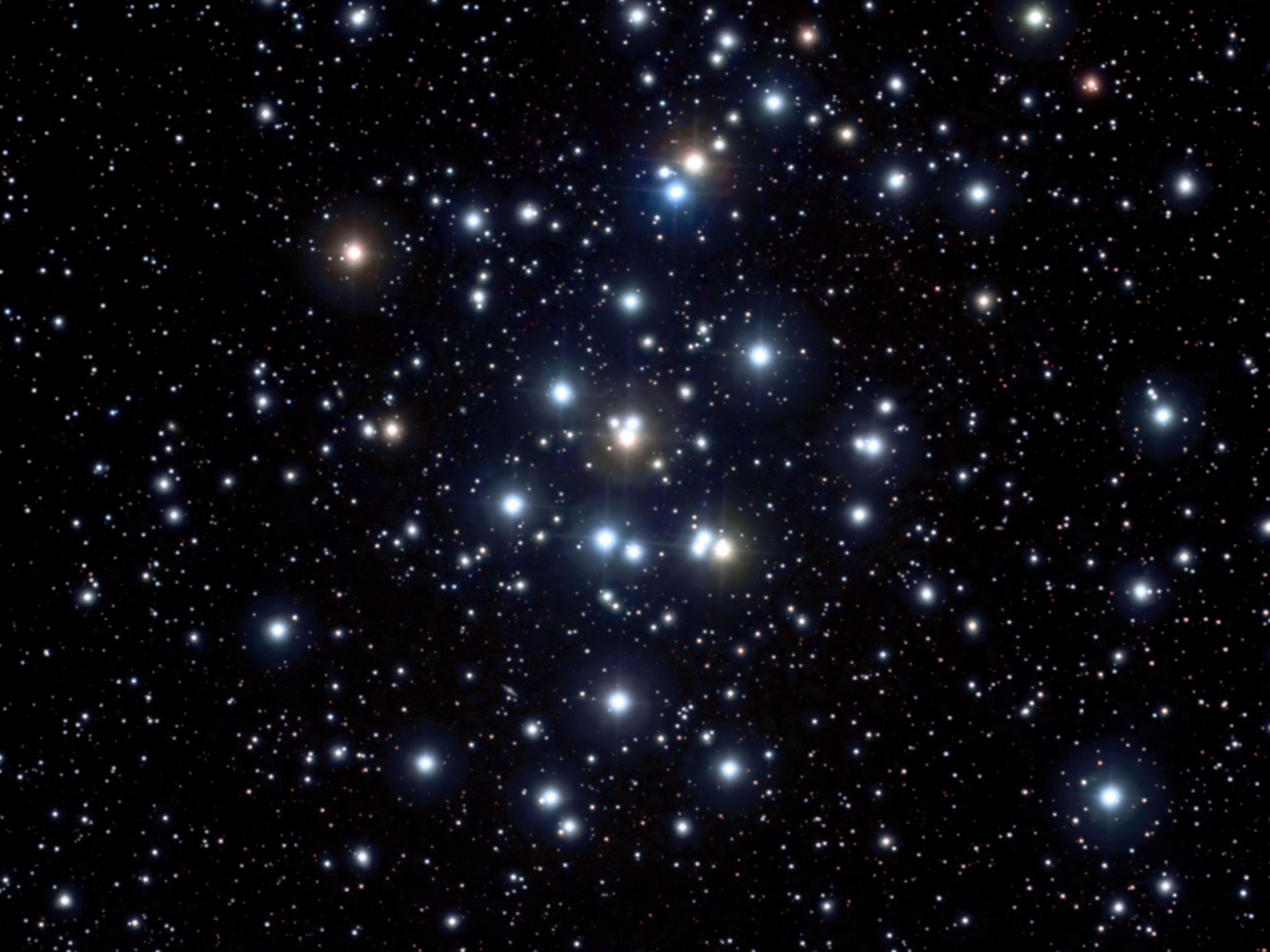
Cúmulo abierto M44, conocido como El Pesebre

Cáncer es conocida entre los aficionados a la astronomía como la constelación en la que se encuentra el cúmulo del Pesebre (M44), cúmulo abierto que abarca más de un grado cuadrado y que contiene a ε Cancri (estrella Am) y TX Cancri (binaria de contacto y variable W Ursae Majoris).
Situado dentro del Pesebre —aunque muy lejos detrás del mismo—, hay un grupo de galaxias perteneciente al cúmulo de Coma-Virgo que solo son visibles con telescopios de potencia media.
Otro objeto del cielo profundo es M67, un cúmulo abierto conocido desde muy antiguo y muy viejo, con una edad comparable a la de nuestro sistema solar. Se encuentra a unos 2870 años luz de distancia.
La constelación también cuenta con varias galaxias, como NGC 2775, una galaxia espiral con múltiples brazos espirales distante 67 millones de años luz. NGC 2608 (Arp 12) es considerada una «galaxia espiral de gran diseño» donde se han observado dos supernovas.
Por último, en esta constelación se encuadra OJ 287, un objeto BL Lacertae que ha emitido estallidos casi periódicos desde que fue observado por primera vez en placas fotográficas en 1891. Su curva de luz muestra una variación periódica cada 11 - 12 años con un doble pico estrecho en el momento de máximo brillo. Este tipo de variación sugiere que se trata de un agujero negro supermasivo binario.

## Estrellas principales
- α Cancri (Acubens), estrella blanca de magnitud 4,26 es sólo la cuarta más brillante de la constelación.
- β Cancri (Tarf o Altarf), la más brillante de la constelación con magnitud 3,53 es una gigante naranja a 290 años luz de distancia.
- γ Cancri (Asellus Borealis), uno de los asnos que flanquean el cúmulo del Pesebre (M44) —Asellus significa «asno» en latín—, es una estrella blanca de magnitud 4,67.
- δ Cancri (Asellus Australis), gigante naranja de magnitud 3,94, la segunda estrella más brillante de Cáncer.
- ζ Cancri (Tegmine o Tegmen), sistema estelar compuesto por dos estrellas binarias separadas unos 7 segundos de arco. En total contiene al menos cuatro estrellas.

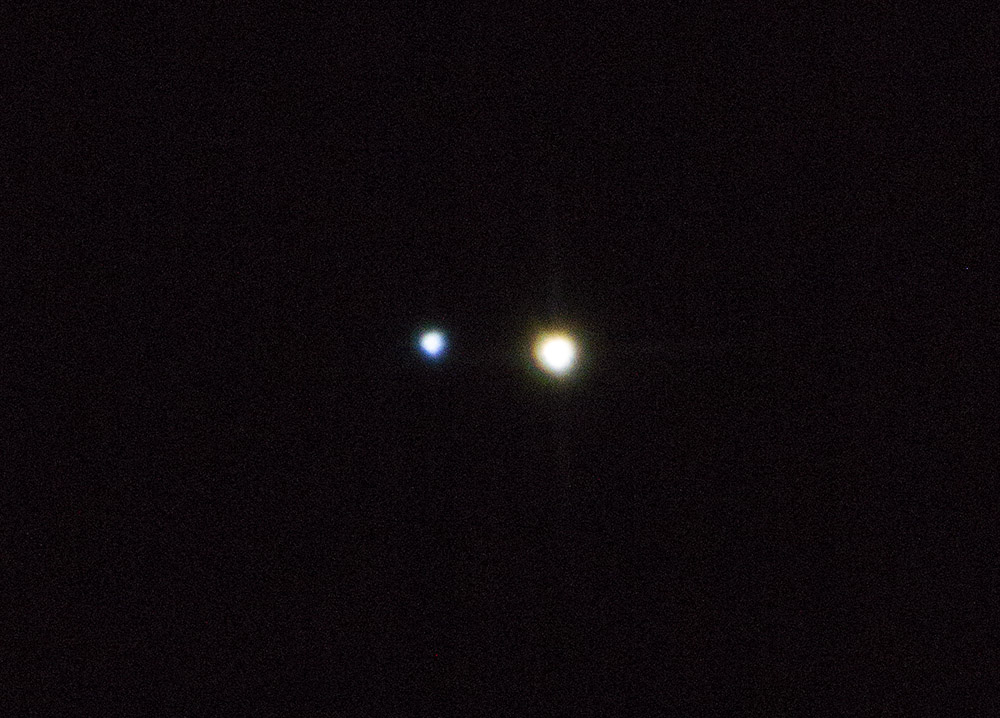
Estrella doble ι Cancri

- η Cancri, gigante naranja de magnitud 5,34.
- ι Cancri, binaria visual cuyas componentes, separadas 30,6 segundos de arco, se pueden resolver con un pequeño telescopio.
- κ Cancri, sistema doble formado por una estrella blanco-azulada variable Alfa2 Canum Venaticorum y una estrella blanca.
- μ Cancri o μ² Cancri, subgigante amarilla de magnitud 5,30.
- ο1 Cancri y ο² Cancri, dos estrellas distantes 150 años luz que pueden estar físicamente relacionadas. La primera es una estrella blanca de magnitud 5,23 con un disco circunestelar de polvo y la segunda una subgigante.
- σ Cancri, denominación de Bayer compartida por tres estrellas distintas; σ1 Cancri es una estrella con líneas metálicas y σ³ Cancri es una gigante amarilla de magnitud 5,23.
- χ Cancri, estrella blanco-amarilla de magnitud 5,14.
- ψ Cancri, subgigante amarilla de magnitud 5,73.

Órbitas de los planetas interiores de 55 Cancri en comparación con los planetas interiores del sistema solar

- 8 Cancri, estrella blanca de la secuencia principal de magnitud 5,15.
- 25 Cancri, estrella blanco-amarilla de magnitud 6,10.
- 49 Cancri (BI Cancri), variable Alfa2 Canum Venaticorum de magnitud 5,63.
- 55 Cancri (ρ1 Cancri), estrella binaria cuya componente principal es una enana amarilla con un sistema planetario con cinco planetas.
- 75 Cancri, estrella binaria cuya primaria es una subgigante amarilla.
- R Cancri, variable Mira cuyo brillo varía entre magnitud 6,07 y 11,80 a lo largo de un período de 361,6 días.
- X Cancri, estrella de carbono de magnitud 6,28.
- RS Cancri, estrella S en la rama asintótica gigante.
- TX Cancri, binaria eclipsante y binaria de contacto que forma parte del cúmulo del Pesebre (M44).
- VZ Cancri, variable Delta Scuti de gran amplitud.
- WY Cancri, binaria eclipsante y variable RS Canum Venaticorum de magnitud 9,47.
- BS Cancri, variable Delta Scuti que forma parte de «El Pesebre».
- DX Cancri, estrella fulgurante a sólo 11,82 años luz del sistema solar.
- HR 3617 (HD 78175), estrella múltiple de magnitud 6,87.
- GJ 1116 (EI Cancri), sistema binario a 17 años luz.
- Ross 619, enana roja a 22,3 años luz de distancia.
- LHS 2090 y Gliese 330, tenues enanas rojas distantes 20,8 y 55,5 años luz respectivamente.

## Objetos de cielo profundo

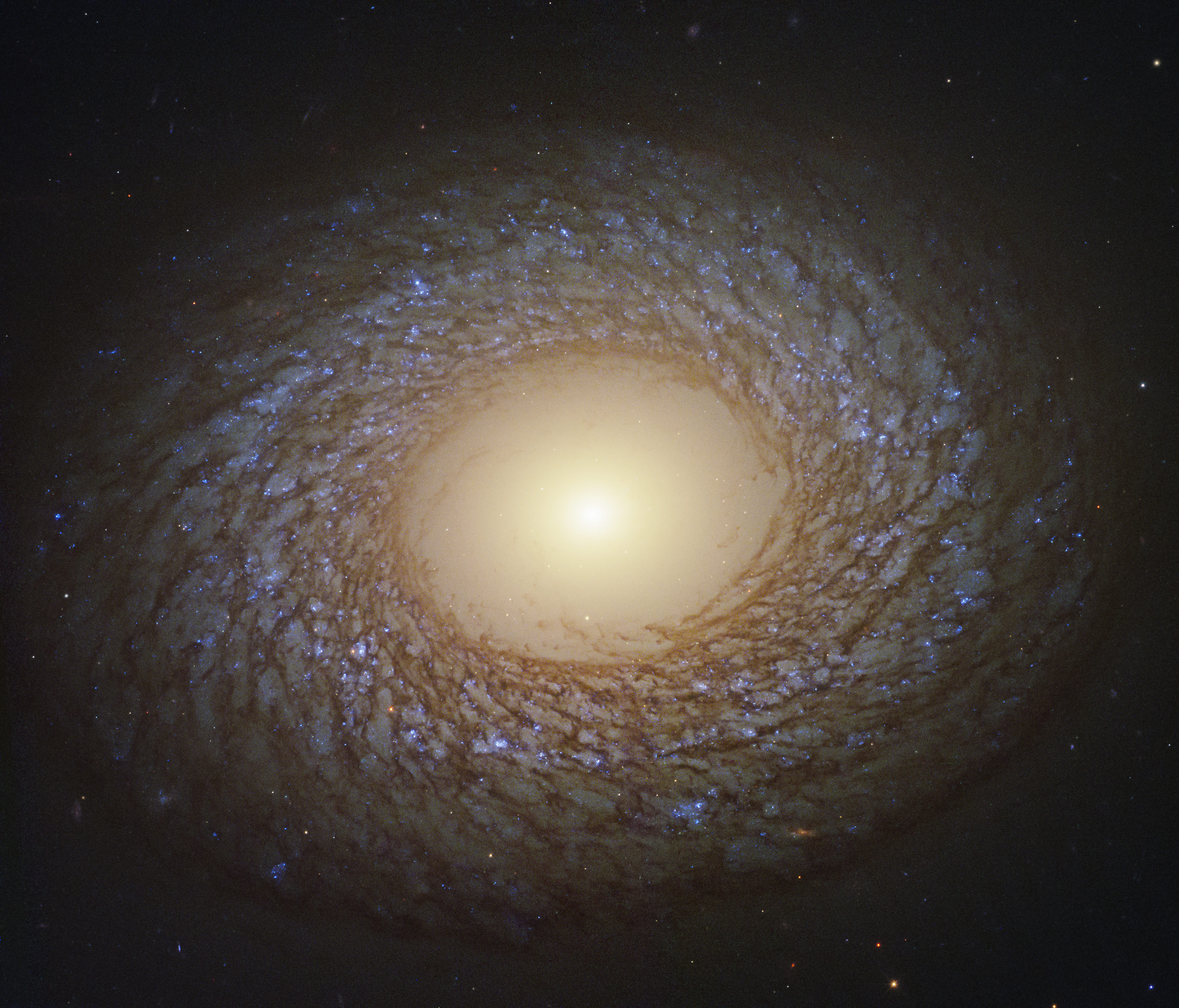
Imagen de la galaxia NGC 2775 obtenida con el telescopio espacial Hubble

- Cúmulo del Pesebre (M44), cúmulo abierto situado a unos 577 años luz de la Tierra. Es uno de los cúmulos abiertos más cercanos y más poblados. Tiene una magnitud aparente de 3,7, siendo observable a simple vista como una luz difusa que puede resolverse en estrellas con unos simples prismáticos. Su edad estimada es de 730 millones de años.[28]
- M67 es uno de los cúmulos abiertos más antiguos, con una edad estimada de 4000 millones de años. Al estar en una fase evolutiva avanzada, el cúmulo contiene numerosas gigantes rojas mientras que las estrellas de la secuencia principal más calientes son de clase espectral A o F. Asimismo, también se pueden encontrar en este cúmulo varias estrellas rezagadas azules.[29]
- NGC 2775, galaxia espiral de magnitud 11,3. Fue descubierta por William Herschel en 1783.
- NGC 2535 y NGC 2536 son dos galaxias espirales interactuando.
- NGC 2608, «galaxia espiral de gran diseño» con un diámetro de 62 000 años luz. Se encuentra a una distancia de 93 millones de años luz.

## Origen mitológico

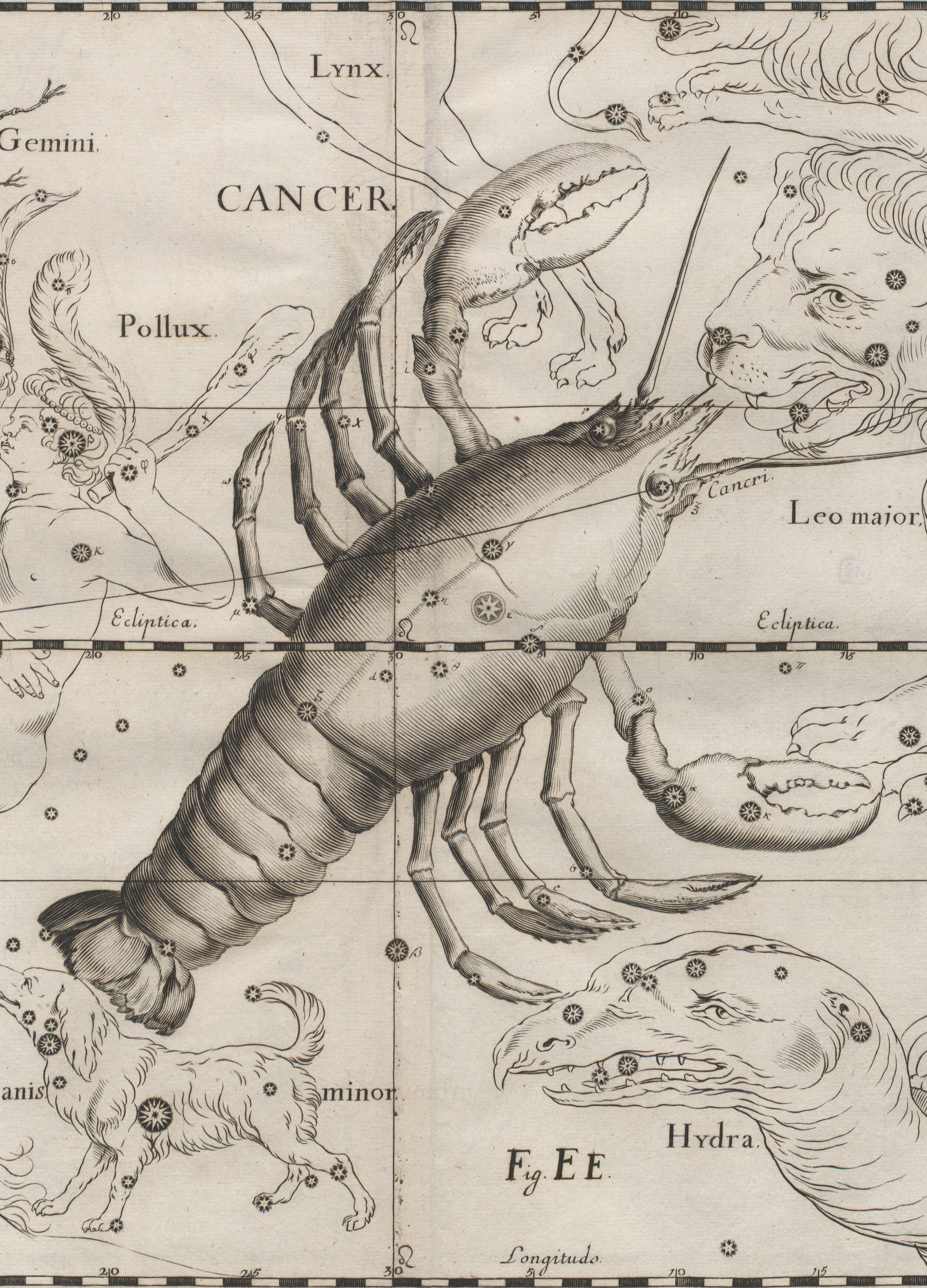
Imagen representativa de la constelación de Cáncer

La constelación de Cáncer y la constelación de Hidra están relacionadas, en la mitología griega, con uno de los doce trabajos de Heracles. En acadio se le conocía como Alluttu (el cangrejo) y en sumerio como AL.LUL (el cangrejo).
Sobre el catasterismo del Cangrejo Eratóstenes dice que a este lo situó entre los astros Hera porque fue el único que, mientras los demás luchaban al lado de Heracles cuando intentaba matar a la Hidra, saliendo de la laguna le mordió en el pie, según cuenta Paniasis en la Heraclea. Por lo visto Heracles, encolerizado, lo aplastó con el pie, y por tal motivo ha alcanzado un gran honor al contarse entre los doce signos del Zodíaco.
Eratóstenes también refiere que el Cangrejo tiene, sobre su caparazón, dos estrellas brillantes: éstos son los Burros (Asellus Borealis o «burro septentrional» y Asellus Australis o «burro meridional»); la nebulosa que se ve allí es el Pesebre: parece que se hallan de pie a su lado. Se dice que, cuando los dioses salieron en campaña contra los gigantes, Dioniso, Hefesto y los Sátiros marchaban a lomos de burros. Cuando los gigantes no habían sido vistos aún por ellos, aunque ya se hallaban cerca, los burros rebuznaron y los gigantes, al oír el raido, se dieron a la fuga. Por ello se les concedió el honor de figurar en el Cangrejo.
Cuando el hijo de Quirón, y nieto de Saturno y Fílira, caminaba cerca del mar, pisó cierto cangrejo de inmenso tamaño que lo hirió lastimosamente. A cambio, Quirón disparó al cangrejo con sus flechas y liberó a su hijo, en cuyo recuerdo aquel cangrejo fue llevado al cielo y se convirtió en un signo celeste. Se dice que el sol está en Cáncer porque al igual que el cangrejo se mueve a cada lado, hacia delante y hacia  atrás, así el sol, cuando se acerca a Cáncer, siempre va hacia delante, pero cuando está en Cáncer, retrocede y no puede avanzar más.